# Parque nacional de la Chapada de la Diamantina

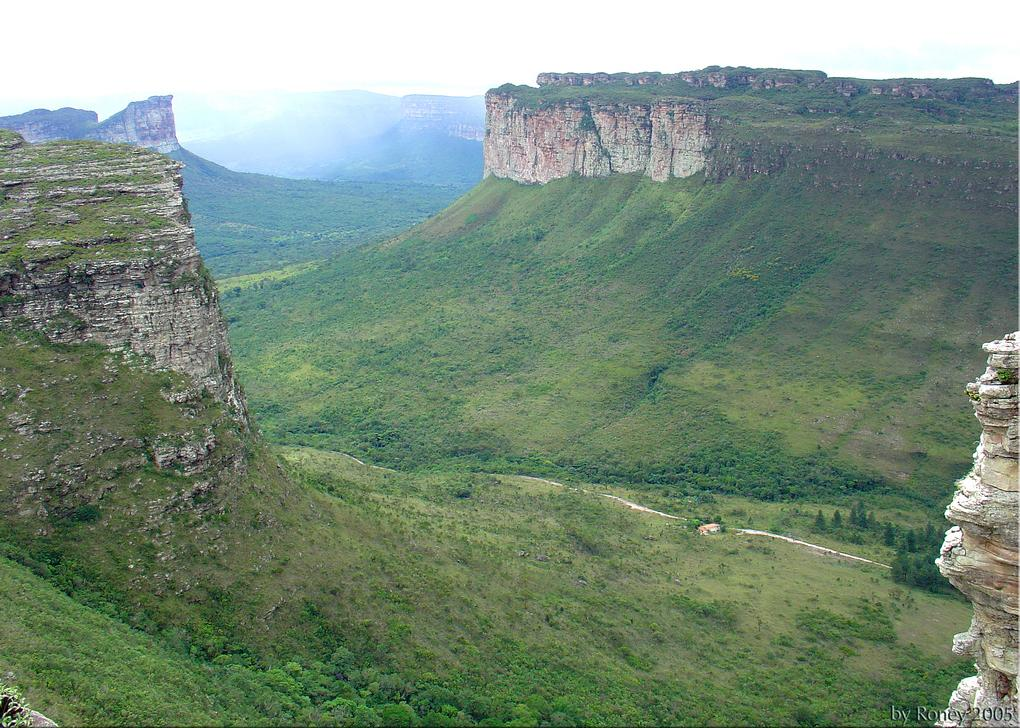
Chapada Diamantina

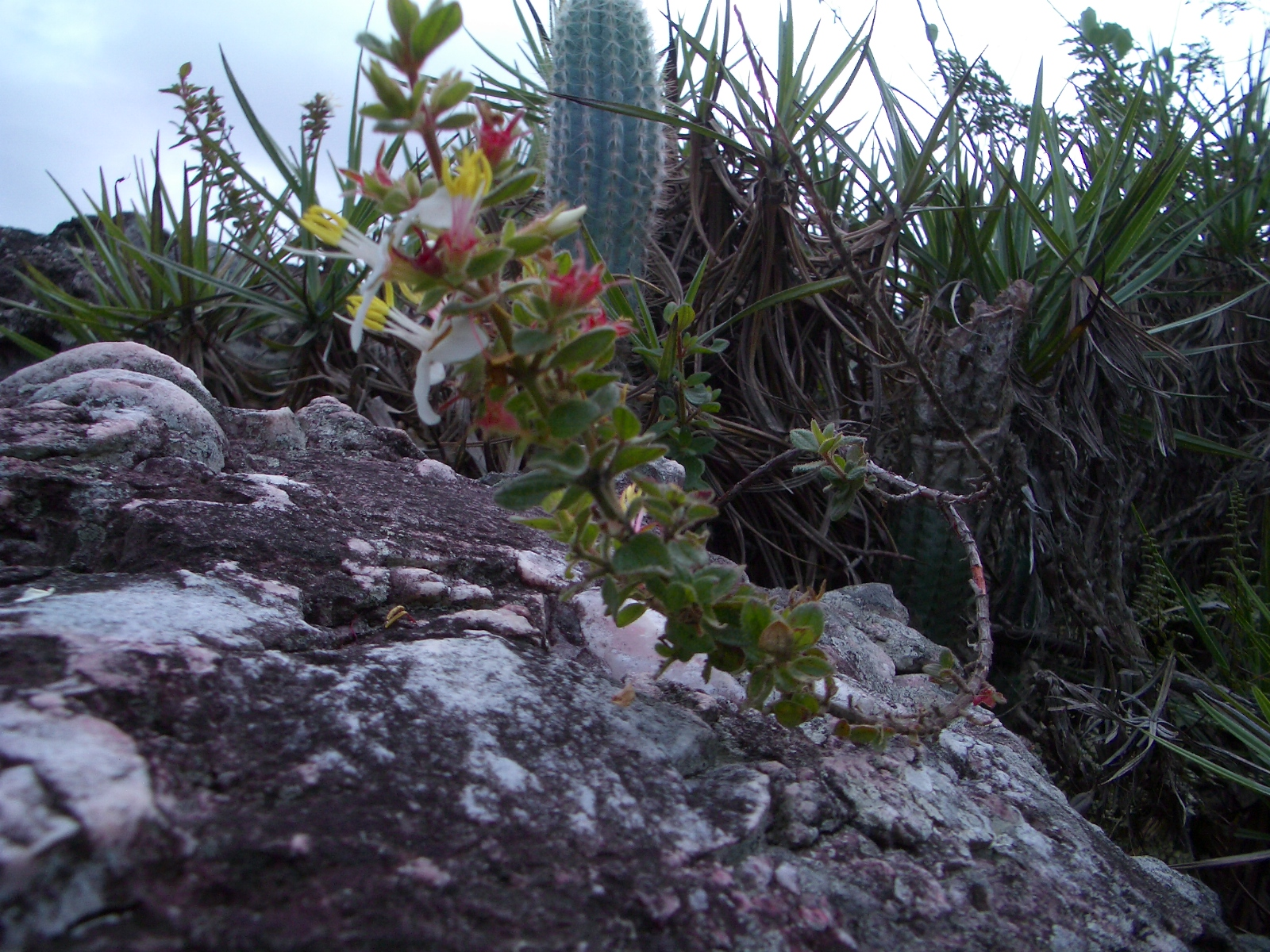
Típica flora de la Chapada Diamantina

El Parque Nacional de Chapada Diamantina fue creado en 1985 por decreto federal, abarcando un área de 152.000 hectáreas de la Serra do Sincorá y sus alrededores, incluyendo los municipios de Lençóis, Palmeiras, Andaraí y Mucugê. Se sitúa entre las coordinadas geográficas 41º35'-41º15' de longitud oeste y 12º25'-13º20' de latitud sur. Chapada es una palabra brasileña que significa una región de escarpados acantilados, por lo general en el borde de una meseta.Diamantina se refiere a los diamantes que se encontraron allí en el mitad del siglo XIX. El turismo ecológico consciente le otorga a Chapada las mejores características de un lugar de ocio que preserva la naturaleza.  Forma parte del conjunto de Parques nacionales de Brasil administrados por Instituto Chico Mendes para la Conservación de la Biodiversidad.

## Geografía
La región es semiárida , sin embargo, no tiene escasez de agua, por los muchos ríos y arroyos. En promedio, la altitud del parque es de entre 800 y 1.000 metros sobre el nivel del mar, aunque algunas partes son tan altas como 2.000 metros o más arriba. En este lugar se encuentra el punto más alto del estado en el Pico do Barbado con 2.036 metros. El parque se caracteriza por colinas, montañas , valles y monolitos, con pocas llanuras.

## Acceso
Se puede acceder al parque en vuelos semanales realizados por TRIP Linhas Aéreas  con  enlace en el aeropuerto Horácio de Mattos, la puerta de entrada de la Chapada Diamantina, con Salvador de Bahía, la capital del estado. Hay autobuses que salen de la estación de autobuses de Salvador diariamente.

## Geología
Tiene muchas cuevas que fueron formadas por los ríos que atraviesan la región. Varios de estos ríos corren de color rojo debido a taninos en el agua. Se ha encontrado allí tanto oro como diamantes.

## Flora y fauna
La flora y la fauna son muy variadas. Aunque hay pocos grandes mamíferos , existe una amplia variedad de reptiles, anfibios, aves, insectos y pequeños mamíferos. La flora se compone principalmente de pequeños matorrales de arbustos, orquídeas y cactus.

## Principales localidades cercanas al parque
- Lençóis
- Palmeiras
- Andaraí
- Mucugé
- Valle Do Capao
- Seabra
- Iraquara